# Ludvík XVII.
Ludvík XVII. (27. března 1785, Paříž – 8. června 1795, Paříž), celým jménem: Ludvík Karel Bourbonský, byl od roku 1789 francouzským následníkem trůnu a jako takovému mu náležel titul dauphin z Viennois. Po smrti svého otce, který byl popraven za Velké francouzské revoluce „z rozhodnutí lidu“ v roce 1793, jej monarchisté prohlásili francouzským králem jako Ludvíka XVII. Náležel k Bourbonské dynastii.

## Život
Ludvík se narodil z manželství francouzského krále Ludvíka XVI. a Marie Antoinetty. Jeho prarodiči byli z matčiny strany královna Marie Terezie a císař František I. Štěpán a z otcovy strany dauphin Ludvík Ferdinand Bourbonský, jenž zemřel dříve, než mohl nastoupit na trůn, a Marie Josefa Karolína Saská, dcera Augusta III., polského krále a kurfiřta saského (zde vládl pod jménem Fridrich August II.). Měl tři sourozence, z nichž dva byli starší. O rok mladší sestra Žofie Helena Beatrice (1786–1787) zemřela jako batole a bratr Ludvík Josef (1781–1789), po jehož smrti se stal následníkem trůnu, v sedmi letech. Nejstarší ze sourozenců Marie Terezie (1778–1851), zvaná Madam Royal, se jako jediná dožila dospělosti a později se jako manželka Ludvíka XIX. na 20 minut (Ludvík abdikoval) stala francouzskou královnou.
Finanční situace království, v němž vládl jeho otec, byla špatná a matka přilévala oleje do ohně svým rozmařilým životem. Otec se snažil situaci státu zachránit finančními reformami, proti kterým se ovšem postavila šlechta. Zhoršující se politická situace vyústila v revoluci, Pařížané dobyli Bastilu a Ústavodárné národní shromáždění vypracovalo ústavu, již král v září 1791 potvrdil. Většina poslanců si pokračování revoluce nepřála, byly zde ale skupiny (nejvýznamnější jakobíni), které si přály republiku. Těm král nahrál ještě téhož roku, když se i s rodinou pokusil o útěk do zahraničí. Celá akce byla ovšem prozrazena, uprchlíci chyceni a odvezeni do Paříže. Od té chvíle byli Ludvík i Marie Antoinetta spolu s rodiči nuceni pobývat v Tuileriích, které se jim staly domácím vězením.
Situace rodiny začala být vážná, když se do čela povstání postavil Georges Danton. V noci z 9. na 10. srpna 1792 byl otec zatčen a uvězněn. Dne 21. září 1792 Národní konvent otce sesadil z trůnu a následující den vyhlásil Francii republikou. Ludvík XVI. byl popraven 21. ledna 1793. Sedmiletý Ludvík byl však roajalisty prohlášen za krále.

### Věznění a smrt
Zbytek života strávil Ludvík ve vězení v Templu a jeho dozorcem byl až do jeho smrti pod gilotinou švec Antoine Simon, který měl dohlížet na chlapcovu převýchovu. Simon byl však nejen jakobín, ale hlavně republikánský fanatik a násilník. Chlapce psychicky i fyzicky týral, navykl ho také na alkohol. Podle názoru některých historiků k němu ve věku 8 let přiváděl prostitutku, která ho nakazila syfilidou. Simon jej také nutil verbálně urážet jeho matku a sestru, bylo mu dáno k podpisu i doznání, že měl poměr právě se svou matkou. Po „vychovatelově“ smrti byl malý král izolován ve zvláštní cele. Podmínky byly otřesné. Jídlo mu podávali skrz malé okénko, jinak byl stále sám bez jakéhokoli vybavení. V cele neměl žádné oblečení na převlečení ani toaletu. V červenci 1794, po popravě ševce Simona, byl mladému králi určen nový vychovatel, který ho v samovazbě navštívil. Král byl v ubohém stavu – pokrytý výkaly a boláky, plný vší a nemohl chodit, protože měl oteklá kolena. Novým dozorcem byl ustanoven Christophe Laurent, který v září nechal vyčistit královu celu. Lékař, který krále prohlédl, doporučil jeho okamžitě přestěhování. Ačkoli k němu došlo, Ludvík zemřel vysílením 8. června 1795.

## Vývod z předků
|              |                                             |  |                    |                                          |  |  |  |  |  |  |  | Ludvík Francouzský |
|              |                                             |  |                    |                                          |  |  |  |  |  |  |  |                    |
|              | Ludvík XV.                                  |  |                    |                                          |  |  |  |  |  |  |  |                    |
|              |                                             |  |                    |                                          |  |  |  |  |  |  |  |                    |
|              |                                             |  |                    | Marie Adelaide Savojská                  |  |  |  |  |  |  |  |                    |
|              |                                             |  |                    |                                          |  |  |  |  |  |  |  |                    |
|              | Ludvík Ferdinand Bourbonský                 |  |                    |                                          |  |  |  |  |  |  |  |                    |
|              |                                             |  |                    |                                          |  |  |  |  |  |  |  |                    |
|              |                                             |  |                    | Stanislav I. Leszczyński                 |  |  |  |  |  |  |  |                    |
|              |                                             |  |                    |                                          |  |  |  |  |  |  |  |                    |
|              | Marie Leszczyńská                           |  |                    |                                          |  |  |  |  |  |  |  |                    |
|              |                                             |  |                    |                                          |  |  |  |  |  |  |  |                    |
|              |                                             |  |                    | Kateřina Opalinská                       |  |  |  |  |  |  |  |                    |
|              |                                             |  |                    |                                          |  |  |  |  |  |  |  |                    |
|              | Ludvík XVI.                                 |  |                    |                                          |  |  |  |  |  |  |  |                    |
|              |                                             |  |                    |                                          |  |  |  |  |  |  |  |                    |
|              |                                             |  |                    | August II. Silný                         |  |  |  |  |  |  |  |                    |
|              |                                             |  |                    |                                          |  |  |  |  |  |  |  |                    |
|              | August III. Polský                          |  |                    |                                          |  |  |  |  |  |  |  |                    |
|              |                                             |  |                    |                                          |  |  |  |  |  |  |  |                    |
|              |                                             |  |                    | Kristýna Eberhardýna Hohenzollernová     |  |  |  |  |  |  |  |                    |
|              |                                             |  |                    |                                          |  |  |  |  |  |  |  |                    |
|              | Marie Josefa Saská                          |  |                    |                                          |  |  |  |  |  |  |  |                    |
|              |                                             |  |                    |                                          |  |  |  |  |  |  |  |                    |
|              |                                             |  |                    | Josef I. Habsburský                      |  |  |  |  |  |  |  |                    |
|              |                                             |  |                    |                                          |  |  |  |  |  |  |  |                    |
|              | Marie Josefa Habsburská                     |  |                    |                                          |  |  |  |  |  |  |  |                    |
|              |                                             |  |                    |                                          |  |  |  |  |  |  |  |                    |
|              |                                             |  |                    | Amálie Vilemína Brunšvicko-Lüneburská    |  |  |  |  |  |  |  |                    |
|              |                                             |  |                    |                                          |  |  |  |  |  |  |  |                    |
| Ludvík XVII. |                                             |  |                    |                                          |  |  |  |  |  |  |  |                    |
|              |                                             |  |                    |                                          |  |  |  |  |  |  |  |                    |
|              |                                             |  | Karel V. Lotrinský |                                          |  |  |  |  |  |  |  |                    |
|              |                                             |  |                    |                                          |  |  |  |  |  |  |  |                    |
|              | Leopold Josef Lotrinský                     |  |                    |                                          |  |  |  |  |  |  |  |                    |
|              |                                             |  |                    |                                          |  |  |  |  |  |  |  |                    |
|              |                                             |  |                    | Eleonora Marie Josefa Habsburská         |  |  |  |  |  |  |  |                    |
|              |                                             |  |                    |                                          |  |  |  |  |  |  |  |                    |
|              | František I. Štěpán Lotrinský               |  |                    |                                          |  |  |  |  |  |  |  |                    |
|              |                                             |  |                    |                                          |  |  |  |  |  |  |  |                    |
|              |                                             |  |                    | Filip I. Orléanský                       |  |  |  |  |  |  |  |                    |
|              |                                             |  |                    |                                          |  |  |  |  |  |  |  |                    |
|              | Alžběta Charlotta Orléanská                 |  |                    |                                          |  |  |  |  |  |  |  |                    |
|              |                                             |  |                    |                                          |  |  |  |  |  |  |  |                    |
|              |                                             |  |                    | Alžběta Šarlota Falcká                   |  |  |  |  |  |  |  |                    |
|              |                                             |  |                    |                                          |  |  |  |  |  |  |  |                    |
|              | Marie Antoinetta                            |  |                    |                                          |  |  |  |  |  |  |  |                    |
|              |                                             |  |                    |                                          |  |  |  |  |  |  |  |                    |
|              |                                             |  |                    | Leopold I.                               |  |  |  |  |  |  |  |                    |
|              |                                             |  |                    |                                          |  |  |  |  |  |  |  |                    |
|              | Karel VI. Habsburský                        |  |                    |                                          |  |  |  |  |  |  |  |                    |
|              |                                             |  |                    |                                          |  |  |  |  |  |  |  |                    |
|              |                                             |  |                    | Eleonora Magdalena Falcko-Neuburská      |  |  |  |  |  |  |  |                    |
|              |                                             |  |                    |                                          |  |  |  |  |  |  |  |                    |
|              | Marie Terezie                               |  |                    |                                          |  |  |  |  |  |  |  |                    |
|              |                                             |  |                    |                                          |  |  |  |  |  |  |  |                    |
|              |                                             |  |                    | Ludvík Rudolf Brunšvicko-Wolfenbüttelský |  |  |  |  |  |  |  |                    |
|              |                                             |  |                    |                                          |  |  |  |  |  |  |  |                    |
|              | Alžběta Kristýna Brunšvicko-Wolfenbüttelská |  |                    |                                          |  |  |  |  |  |  |  |                    |
|              |                                             |  |                    |                                          |  |  |  |  |  |  |  |                    |
|              |                                             |  |                    | Kristýna Luisa Öttingenská               |  |  |  |  |  |  |  |                    |
|              |                                             |  |                    |                                          |  |  |  |  |  |  |  |                    |